# Mobile Telephone Networks
Die Mobile Telephone Networks (MTN) Group ist ein in Südafrika beheimatetes multinationales Telekommunikationsunternehmen, das in mehreren afrikanischen Ländern und im Nahen Osten tätig ist.

## Geschäftstätigkeit
Die MTN-Gruppe ist in 21 Ländern aktiv und bezeichnet sich selbst als „Führer in der Telekommunikation in Afrika und im Nahen Osten“. Seit dem Jahr 2000 ist Afrika der am schnellsten wachsende Mobilfunkmarkt der Welt.
MTN ist vorwiegend im Bereich Mobilfunk aktiv. Das Unternehmen hat 98 Millionen Kunden (Stand März 2009), wobei Nigeria (25,9 Millionen), Iran (18,3 Millionen) und Südafrika (17,4 Millionen) die wichtigsten Märkte sind. In Syrien war MTN neben SyriaTel um 2012 der einzige lizenzierte Anbieter.
2007 erzielte MTN einen Umsatz von 73,1 Milliarden Rand (ZAR), was eine Steigerung von 42 % gegenüber dem Vorjahr darstellte. Der Gewinn vor Steuern und Zinsen (EBITDA) betrug im gleichen Zeitraum 31,8 Milliarden ZAR. 2008 wurde der Umsatz um weitere 40 % auf 102,5 Milliarden ZAR gesteigert, der EBITDA stieg um 36 % auf 43,2 Milliarden ZAR.
2009 erwirtschaftete die MTN Group 111,9 Milliarden ZAR. 2010 konnten sie den Umsatz auf 114,7 Milliarden ZAR steigern. Der Gewinn vor den Steuern konnte 2010 gegenüber dem Vorjahr von 46,1 Milliarden ZAR auf 50,5 Milliarden ZAR gesteigert werden.
MTN stellte seine Geschäftstätigkeit in Namibia 2021 ein.

## Geschichte
1994 gründet der Pay-TV-Betreiber M-Net die Holding M-Cell, deren einziges Asset ein 25 %-Anteil an der MTN Holding ist. 1997 bis 1999 begann die Expansion mit dem Erwerb von Lizenzen in Ruanda, Uganda und Eswatini. Bis 1998 erhöht M-Cell seinen Anteil an MTN auf 39,7 %, bis 2000 übernimmt M-Cell MTN komplett.
2002 wurde M-Cell in MTN Group Limited umbenannt. 2006 wurde das Unternehmen Investcom LLC für 5,526 Milliarden US-Dollar übernommen.
Im November 2015 verhängte Nigeria eine Strafe in Höhe von 5,2 Milliarden US-Dollar wegen fünf Millionen nicht abgeschalteten unregistrierten SIM-Karten. Die Strafe entsprach ca. der Hälfte des Jahresumsatzes des Unternehmens.

## Internationale Verbreitung
- Afghanistan (Investcom)
- Benin (Investcom)
- Botswana (Botswana Mascom)

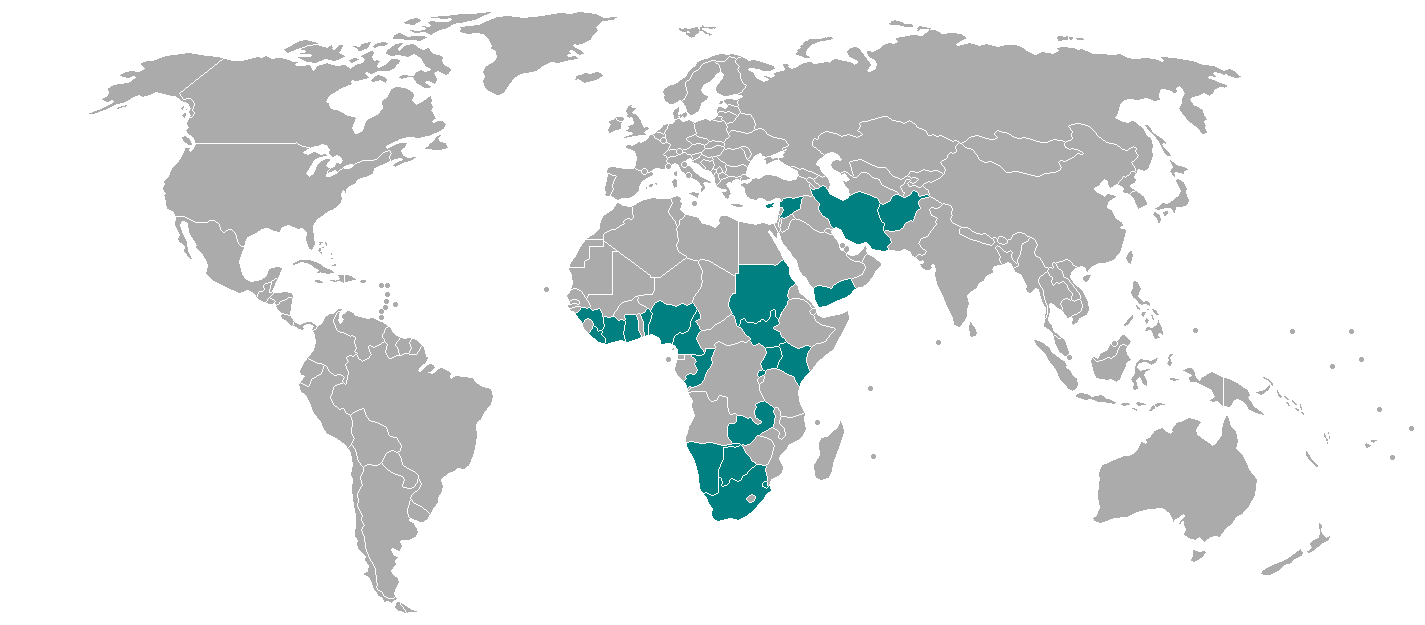
Unternehmenstätigkeit weltweit (2016)

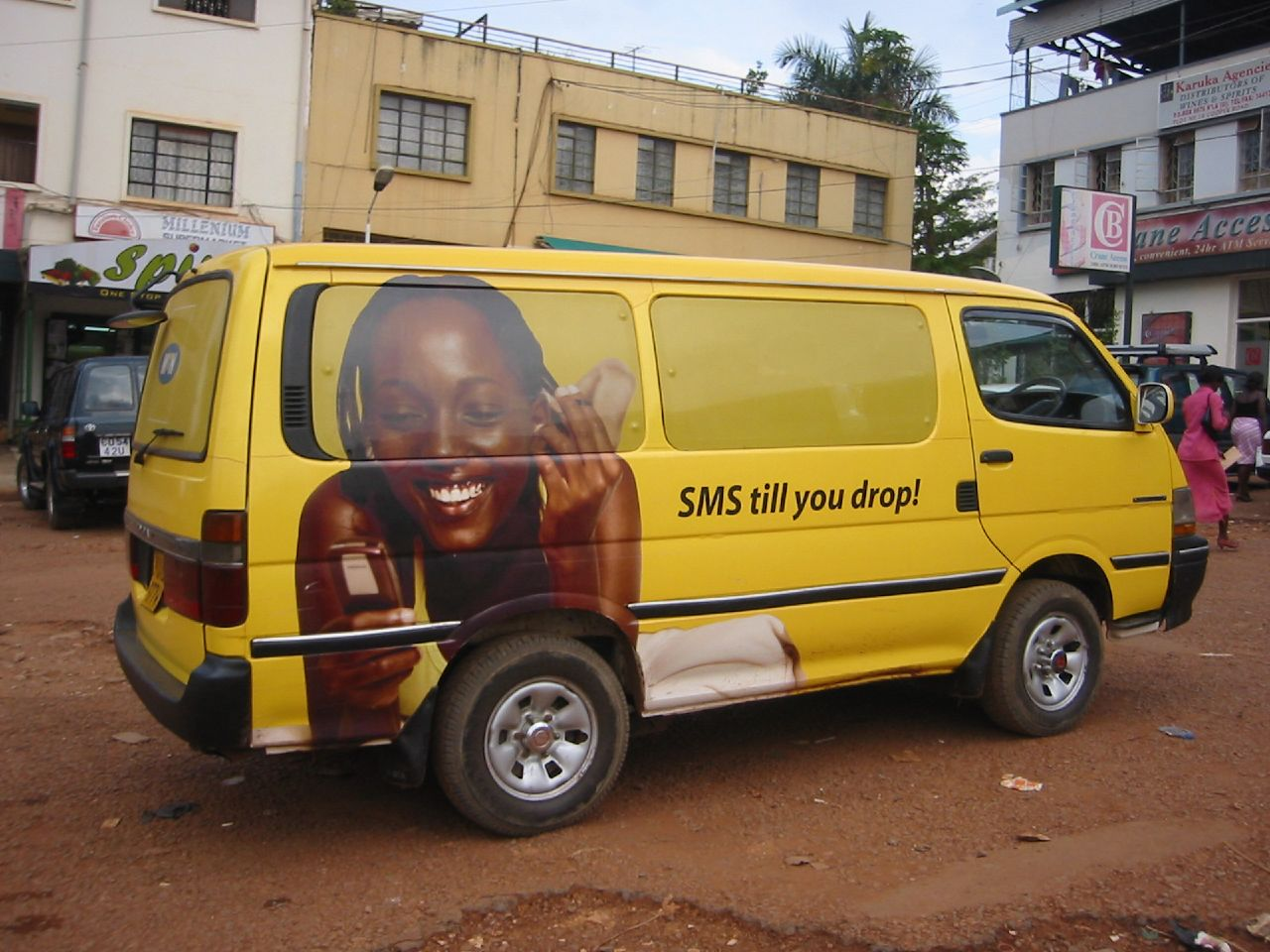
Ein Fahrzeug von MTN in Uganda

- Elfenbeinküste (MTN Cote d’Ivoire)
- Ghana (Investcom, MTN Ghana)
- Guinea-Bissau (Investcom)
- Guinea (Investcom)
- Iran (MTN Irancell)
- Jemen (Investcom)
- Kamerun (MTN Cameroon)
- Republik Kongo (MTN Congo SA)
- Liberia (Investcom)
- Nigeria (MTN Nigeria)
- Nord-Kivu (Supercell)[11]
- Ruanda (MTN Rwanda)
- Sambia (MTN Zambia)
- Südafrika (MTN South Africa)
- Sudan (Investcom)
- Eswatini (MTN Swaziland)
- Syrien (Investcom)
- Uganda (MTN Uganda)

## Aktie
Die Aktie von MTN sind an der Johannesburger Börse notiert, 72,5 % der Aktien befinden sich in Streubesitz, 18,7 % gehören Mitarbeiten und dem Management.
Im 2008 neu geschaffenen S&P Africa 40 Index ist MTN das Unternehmen mit der höchsten Gewichtung.

### Kennzahlen
Im Jahr 2009 hatte MTN 120 Millionen Kunden in 21 Ländern, davon 16 Millionen in Südafrika. Der Umsatz betrug 112 Milliarden Rand. 20 % davon entfallen auf Südafrika, der Rest auf die übrigen Länder.

## Sonstiges
Das Unternehmen war einer der Hauptsponsoren der Fußball-Weltmeisterschaft 2010 und sponserte von 2008 bis 2015 das internationale Radsportteam MTN Qhubeka.